# Charizma
Charizma är ett svenskt rockband som bildades 1981 i Oskarshamn. Låten "Join hands" från 1989 slog igenom i Estland och lanserades därefter i övriga dåvarande Sovjetunionen. Charizma var ett tidigt västerländskt band i Estland i samband med järnridåns fall. Bandet har turnerat i USA, Australien och Europa och har deltagit i Estlands och Polens uttagningar till Eurovision Song Contest. I Sverige hade bandet en hit 2003, "Waiting here for you". Bandet gjorde uppehåll 2008.

## Medlemmar
- Bo Nikolausson – bas, sång (1981–)
- Jan Nikolausson – trummor (1981–)
- Göran Nikolausson – gitarr, sång (1981–)
- Johan Mauritzson – sång, keyboard (1996–)
- Thomas TK Karlsson – gitarr, sång (1996–)